# Чёрные брауншвейгцы
Брауншвейгский чёрный корпус (Чёрный легион, Чёрные брауншвейгцы, англ. Brunswick Ducal Corps, нем. Herzoglich Braunschweigisches Korps) — название добровольческого корпуса в составе войск антинаполеоновской коалиции, сформированного князем Фридрихом Вильгельмом Брауншвейг-Вольфенбюттельским в 1809 году. На первых порах корпус состоял из разных родов войск, включая пехоту, конницу, а позже также артиллерию, и насчитывал около 2300 солдат. Солдаты корпуса были одеты в чёрную униформу, а на головных уборах имелась нашивка в виде серебряной мёртвой головы. Добровольцев неофициально прозвали Чёрным легионом, а своим обычным названием корпус обязан успешной операции Фридриха Вильгельма, освободившего от французов в 1809 году Брауншвейг. Чёрный корпус принял участие и отличился во многих значительных сражениях и кампаниях, однако в результате трудностей с восполнением потерь и снабжением корпус был распущен в начале 1820-х годов.

## Формирование. Первые годы существования
В 1806 году в неудачной для пруссаков битве при Йене и Ауэрштедте Карл Вильгельм Фердинанд, герцог Брауншвейгский, был смертельно ранен и вскоре скончался, и с разгромом Пруссии и крахом Четвёртой коалиции его герцогство было оккупировано французами. Наполеон предпочёл не передавать герцогство в наследство сыну убитого герцога Фридриху Вильгельму и в 1807 году включил его в состав Вестфальского королевства под управлением брата Наполеона Жерома.
Два года спустя сформировалась Пятая коалиция против Наполеона, и Фридрих Вильгельм, крайне возмущённый французским присутствием в Германии, запросил помощи у австрийского императора, чтобы сформировать войска. Для финансирования этого проекта он даже заложил своё княжество в Олеснице. В самом начале вновь сформированный 25 июля 1809 года «добровольческий» корпус численностью 2300 солдат состоял из двух батальонов пехоты, одного егерского батальона, снайперской роты и смешанного кавалерийского контингента, включавшего гусар и улан. В том же году герцог возглавил корпус в его первой успешной боевой операции, в ходе которого ему удалось временно освободить от французов Брауншвейг. Благодаря этому событию корпус и получил своё название. Вскоре герцог был вытеснен французами, однако сумел вместе с корпусом бежать в Англию, где он поступил на службу к своему кузену, будущему королю Георгу IV. В течение следующих лет корпус заработал громкую репутацию, отличившись в войне на Пиренеях.

### Война на Пиренейском полуострове
На английской службе корпус был переименован в Брауншвейгский Олесницкий егерский и гусарский полки. Офицерский состав был представлен главным образом пруссаками. Солдаты были вдохновлены идеями германского патриотизма, однако на английской службе они были отрезаны от дома, поэтому командование постоянно испытывало трудности с пополнениями. В связи с вынужденным набором солдат из военнопленных боевой дух корпуса с течением времени упал. Положение усугубляло то, что самых лучших и надёжных солдат из числа этнических немцев набирал в свои ряды Королевский Германский легион, в то время как Чёрный корпус был вынужден прибегать к комплектованию своих рядов швейцарцами, голландцами, датчанами, поляками и хорватами. Росло дезертирство.
Тем не менее, в войне на Пиренеях егерский полк (фактически один батальон) зарекомендовал себя исключительно в положительном ключе. В 1811 году полк прибыл в Португалию. Герцог Веллингтон распределил одну роту полка в 4-ю пехотную дивизию и две роты — в 5-ю пехотную дивизию в качестве застрельщиков. Оставшиеся 9 рот были сведены во вновь сформированную 7-ю дивизию. В такой организации корпус просуществовал вплоть до конца войны в апреле 1814 года. За это время он принял участие во всех важнейших сражениях войны.

### Ватерлоо
После катастрофического поражения наполеоновских войск в России Фридрих Вильгельм в 1813 году вернулся в Брауншвейг, где восстановил свой титул и права на герцогство, а заодно и пополнил ряды корпуса. После бегства Наполеона с Эльбы в 1815 году герцог вновь поступил на службу к Веллингтону и в составе войск Седьмой коалиции принял участие в новой войне с Наполеоном в Бельгии. Брауншвейгский корпус, как он был назван в плане сражения, составлял отдельную дивизию в составе войск резерва. Его численность составляла 5376 солдат и 16 орудий. Он состоял из семи пехотных батальонов (одного гвардейского, трёх лёгких и трёх линейных), а также конной и пешей артиллерии. Полк гусар и эскадрон улан были присоединены к союзной кавалерии. Брауншвейгцы понесли незначительные потери в битве при Ватерлоо, однако сильно пострадали несколькими днями ранее в битве при Катр-Бра, в которой погиб и их командующий, герцог Фридрих Вильгельм. Эта битва главным образом и прославила солдат корпуса.

## Униформа и снаряжение
- Пехота: Чёрный мундир фрачного типа с фалдами, чёрные или серые льняные брюки, чёрная обувь, чёрный кивер (иногда украшенный пером), ножны для штыка, сумка для еды, военный рюкзак для хранения всего необходимого.
- Конница: Чёрный доломан со светло-голубыми украшениями, чёрные брюки, приспособленные для верховой езды, чёрный кивер, различные необходимые принадлежности для всадника и коня.
- Артиллерия: униформа сходна с униформой кавалеристов. В дополнение они были также снабжены гусарскими саблями для защиты орудий в случае рукопашного боя.

## В искусстве
История Чёрного корпуса вдохновила английского художника Джона Эверетта Милле на создание своей известной картины «Чёрный брауншвейгский гусар» (1860), которой весьма восхищались современники. В качестве модели для картины позировала дочь Чарльза Диккенса.